# Vesthovde-nisi Iwa
Vesthovde-nisi Iwa (japanisch ベストホブデ西岩 ‚Westliche Westhöhenfelsen‘) sind Felsvorsprünge an der Prinz-Harald-Küste des ostantarktischen Königin-Maud-Lands. Sie ragen im Westen der Landspitze Vesthovde am Südufer der Lützow-Holm-Bucht auf.
Japanische Wissenschaftler nahmen zwischen 1969 und 1984 Vermessungen vor, erstellten Luftaufnahmen und benannten sie 1985.